# Колычево (Оренбургская область)
Колычево — село в Шарлыкском районе Оренбургской области в составе Зерклинского сельсовета. 

## География
Находится на расстоянии примерно 23 километра по прямой на юг-юго-восток от районного центра села  Шарлык.

## Население
Население составляло 241 человек в 2002 году (русские 86%),  152 по переписи 2010 года.